# Califa
Un califa o jalifa (del árabe خليفة jalifa, «representante») es un monarca musulmán que se proclama sucesor del profeta islámico Mahoma, fundador del dominio árabe musulmán en el siglo VII. Su cometido era ejercer la autoridad en la comunidad de creyentes de acuerdo al modelo y los precedentes creados por Mahoma. Tradicionalmente en Occidente se ha considerado que un califa tiene el mismo rango que un emperador, aunque políticamente sus prerrogativas son muy diferentes.

## Significado
El título conlleva una doble función de liderazgo político y espiritual, lo que lo asemeja a otras instituciones, como la del papa en la Iglesia católica o la de dalái lama en el budismo tibetano. Tras la muerte de Mahoma en el año 632, hasta 1924 fueron considerados califas quienes lo sucedieron como cabeza de la Umma o comunidad de musulmanes, que también tenían atribuciones políticas. Sin embargo, no todos los que han ostentado este título fueron reconocidos al completo por la comunidad, pues a lo largo de la historia ha habido muchos disensos sobre la legitimidad de tal liderazgo, lo que ha propiciado la coexistencia de varios califas, cada uno reconocido por un sector distinto de musulmanes, así como la existencia de comunidades que no han reconocido como legítimo a ninguno de los califas.
A la muerte de Mahoma lo sucedió como califa y en consenso por parte de la comunidad musulmana Abū Bakr, quien fuera reconocido por su calidad humana y su fe entre la comunidad islámica. Se dice que fue el mejor de los compañeros de Mahoma. Su título, jalīfa rasūl Allāh, indicaba que era el sucesor y delegado del «Enviado de Dios» (el profeta Mahoma). El segundo califa cambió el título a Amīr al-Muslimīn («el que ejerce la autoridad entre los creyentes»), que aclaraba la única potestad realmente heredada del profeta por la persona que ostentaba el cargo. El califa debía limitarse a dirigir la comunidad de creyentes de acuerdo a los precedentes aceptados por esta. Sin embargo, con la expansión del islam y la integración de personas de diversas culturas, se fueron complicando los requisitos y obligaciones del califa, estudiados por los jurisconsultos (alfaquíes y ulemas).
Los califas debían ser a la vez jefes políticos y religiosos. Como religiosos, no tenían poder para prescribir ningún dogma, pues se consideraba que la revelación divina había sido completada y puesta de manifiesto a través de Mahoma. No había nada que añadir. Como líderes políticos, los califas de Bagdad, el califato más reconocido y duradero, perdieron pronto sus facultades en favor de los distintos sultanes, que fueron los gobernantes efectivos de los territorios situados bajo la égida del califa.
El cargo fue debilitándose paulatinamente hasta que, durante el periodo abasí, el califa Al-Mustaqfi delegó de manera permanente sus poderes en Áhmad ibn Buya, fundador de la dinastía de los buyíes, con el título de «emir de emires». Desde entonces, los jurisconsultos tuvieron que enfrentarse a la división entre la legitimidad religiosa —aún encarnada en el califa— y el ejercicio de los poderes del cargo —en manos de personas o dinastías sin legimitidad para ello— y desarrollar teorías que justificasen esta separación.
Según el pensamiento de los suníes, los cuatro primeros califas del mundo islámico constituyeron una edad de oro y se los llamó los "bien guiados" o "cuatro califas justos". Además impusieron unas exigencias (resumidas, por ejemplo, por el jurista Al-Mawardi) para acceder al califato:
- El califa debía ser árabe y pertenecer a la tribu de Quraish (a la que pertenecía Mahoma).
- Un consejo de ancianos que representara a la comunidad islámica elegiría al sucesor.
- El califa tenía como misión la difusión del Islam.

El propio Al-Mawardi enumeró diez responsabilidades o deberes de los imanes, entre los que considera al califa como el representante supremo:
- Preservar la religión según las bases establecidas.
- Juzgar entre las partes en disputa.
- Garantizar la seguridad pública y proteger a los débiles.
- Ejecutar las penas corporales.
- Defender las fronteras.
- Luchar contra los que combaten al islam, ya sea para que se conviertan o estén dispuestos a vivir bajo protección musulmana pagando un impuesto.
- Recolectar los pagos obligatorios de caridad (el azaque).
- Distribuir los beneficios del tesoro del Estado a los que los merecen.
- Designar personas honestas y sinceras en las posiciones de responsabilidad.
- Supervisar directamente los asuntos, sin delegar sus responsabilidades.

Según el pensamiento de los chiíes, el propio Mahoma había designado un sucesor antes de morir. Este sucesor era su yerno Alí ibn Abi Tálib, casado con su hija Fátima. Alí y sus sucesores serían, pues, para los chiitas los legítimos califas. Alí fue elegido califa en cuarto lugar, pero tras su elección se desató una fitna o guerra civil (Al-Fitna al-Kubra) que dio lugar a la división de la umma en tres bloques: los partidarios de Alí, en adelante llamados chiíes; los partidarios de Muawiya, su oponente y primer califa omeya, que constituirían la mayoría y con el tiempo serían llamados suníes; un tercer grupo, los jariyíes, opuestos tanto a unos como a otros, y partidarios de la elección del califa entre todos los musulmanes.

## Califatos del islam
Surgieron o se crearon los siguientes califatos, hasta su abolición en 1924.
- Califato ortodoxo (632-661). Califas elegidos por «consenso». Único califato reconocido por sunníes, chiíes y jariyíes.[10]
- Califato omeya (661-750). Primer califato «hereditario» de orientación suní. Su capital fue Damasco.[11]
- Califato abasí (750-1258). Califas «designados» por su antecesor, aunque el designado solía ser uno de los hijos.[12] De orientación suní. Su capital fue Kufa (750-762), luego Bagdad (762-1258) y finalmente El Cairo (1258-1517).[13]
- Califato fatimí (909-1171). De orientación chií ismailita. Sus capitales fueron Kairuán (909-973) y El Cairo (973-1171).[14]
- Califato de Córdoba (929-1031). De orientación suní.[14]
- Imperio otomano (1517-1924). De orientación suní. En 1517 el último califa abasí, Al-Mutawakkil III, le traspasó el título de califa al sultán Selim I.[15] Su capital fue Estambul. Turquía. Abdul Mejid II fue el último califa otomano ya que el califato fue definitivamente abolido el 3 de marzo de 1924

Además, el Imperio almohade (1145-1269), con capital en Marrakech, aunque no fue oficialmente un califato ni su gobernante portó el título de califa, sí hizo uso de un tratamiento habitualmente asociado al califa: el de príncipe de los creyentes (luego heredado por el sultán de Marruecos, hasta la actualidad). En el Corán no existen disposiciones exactas sobre las tareas y funciones del califa. El título de califa fue utilizado por los otomanos desde Murad I en adelante, así como por otros gobernantes musulmanes no otomanos de su tiempo.
Por otro lado, Husayn ibn Ali, jerife de La Meca, tras la caída del Imperio otomano y en medio de los debates que recorrían el mundo islámico sobre la recuperación del recién abolido califato, utilizó durante unos años, hasta su muerte, el título de califa. El título de califa desapareció cuando la República de Turquía sustituyó al Imperio otomano en 1924.
En el siglo XXI, el líder del protoestado yihadista Estado Islámico de Irak y el Levante Abu Bakr al-Baghdadi se autoproclamó califa de todo el mundo musulmán en la década del 2010.

## Fundamento religioso

### Corán
El Corán utiliza el término califa dos veces. Primero, en la Sura Al-Baqara 2:30, se refiere a Dios creando a la humanidad como su califa en la Tierra. En segundo lugar, en la Sura Sad 38:26, se dirige al rey David como el califa de Dios y le recuerda su obligación de gobernar con justicia.
Además, algunos utilizan el siguiente extracto del Corán, conocido como el 'Verso de Istikhlaf', para defender una base coránica para un califato:

Allah ha prometido a aquellos de vosotros que creen y hacen el bien que ciertamente les nombrará sucesores en la tierra, como hizo con sus antecesores; y seguramente les establecerá la fe que Él ha elegido para ellos; y ciertamente cambiarán su miedo en seguridad, siempre que Me adoren, sin asociar nada conmigo. Pero quien no crea después de esta "promesa", será el rebelde.
     — Sura An-Nur 24:55

Varias escuelas de jurisprudencia y pensamiento dentro del Islam sunita sostienen que gobernar un estado según la Sharia es, por definición, gobernar a través del califato y utilizan los siguientes versos para sostener su afirmación.

Y juzga entre ellos, oh Profeta, por lo que Allah ha revelado, y no sigas sus deseos. Y ten cuidado, para que no te desvíen de algo de lo que Alá te ha revelado. Si se apartan "del juicio de Allah", entonces sepan que es la Voluntad de Allah pagarles por algunos de sus pecados, y que muchas personas son realmente rebeldes.
     — Sura Al-Ma'idah 5:49

¡Oh creyentes! Obedeced a Allah y obedeced al Mensajero y a quienes tienen autoridad entre vosotros. Si no estáis de acuerdo en algo, remitidlo a Alá y a Su Mensajero, si “realmente creéis” en Alá y en el Último Día. Esta es la mejor y más justa resolución.
     — Sura An-Nisa 4:59

### Hadices
Se puede entender que el siguiente hadiz de Musnad Ahmad ibn Hanbal profetiza dos eras del califato (ambas en las líneas/preceptos de la profecía).

Hadhrat Huzaifa narró que el Mensajero de Alá dijo: La profecía permanecerá entre vosotros mientras Alá quiera. Entonces comenzará el Califato (Khilafah) según las líneas de la Profecía, y permanecerá tanto tiempo como Alá quiera. Entonces se produciría una monarquía corrupta/erosiva, y permanecerá mientras Alá quiera. Después de eso, surgiría una realeza despótica, que permanecerá mientras Allah quiera. Entonces, el Califato (Khilafah) vendrá una vez más basado en el precepto de la Profecía.[109][página necesaria]

En lo anterior, los musulmanes comúnmente aceptan que la primera era del califato es la del Califato Rashidun.
Nafi'a informó diciendo:

Se ha informado, bajo la autoridad de Nafi, que 'Abdullah b. Umar visitó a Abdullah b. Muti' en los días (cuando se perpetraron atrocidades contra la gente de Medina) en Harra en la época de Yazid b. Mu'awiya. Ibn Muti' dijo: Coloca una almohada para Abu 'Abd al-Rahman (apellido de 'Abdullah b. 'Umar). Pero éste dijo: No he venido a sentarme con vosotros. He venido a contarles una tradición que escuché del Mensajero de Allah. Le oí decir: Quien retira su grupo de la obediencia (al Emir) no encontrará argumento (en su defensa) cuando se presente ante Alá en el Día del Juicio, y quien muere sin haberse comprometido por un juramento de lealtad. (a un Amir) morirá como alguien perteneciente a los días de Jahiliyyah.
     — Sahih musulmán 1851a

Hisham ibn Urwah informó sobre la autoridad de Abu Saleh sobre la autoridad de Abu Hurairah que Mahoma dijo:

Los líderes se harán cargo de vosotros después de mí, donde el piadoso (el) os guiará con su piedad y el impío (el) con su impiedad, así que sólo escúchalos y obedéceles en todo lo que se ajuste a la verdad (Islam). Si actúan correctamente, es para tu crédito, y si actuaron mal, cuenta a tu favor y en contra de ellos.

Se ha narrado bajo la autoridad de Abu Huraira que el Profeta de Alá dijo:

Un imán es un escudo para ellos. Luchan detrás de él y están protegidos por él de tiranos y agresores. Si ordena el temor de Dios, el Exaltado y Glorioso, y dispensa justicia, habrá una (gran) recompensa para él; y si ordena lo contrario, le repercute.
     — Sahih musulmán 1841

Narró Abu Huraira:

El Profeta dijo: "Los israelíes solían ser gobernados y guiados por profetas: cada vez que un profeta moría, otro ocupaba su lugar. No habrá ningún profeta después de mí, pero habrá califas que aumentarán en número". La gente preguntó: "¡Oh Mensajero de Allah! ¿Qué nos ordenas (que hagamos)?" Él dijo: "Obedece a aquel a quien se le dará el juramento de lealtad primero. Cumple con sus derechos (es decir, los califas), porque Alá les preguntará sobre (cualquier deficiencia) en el gobierno de aquellos que Alá ha puesto bajo su tutela".
     — Sahih al-Bujari 3455

### Califato profetizado del Mahdi
Muchos textos islámicos, incluidos varios hadices, afirman que el Mahdi será elegido califa y gobernará un califato. Varias figuras islámicas se autodenominaron tanto "califa" como "al-Mahdi", incluido el primer califa abasí As-Saffah.

### LosSahabade Mahoma
Al-Habbab Ibn ul-Munthir dijo, cuando los Sahaba se reunieron tras la muerte de Mahoma (en la sala thaqifa) de Bani Sa’ida:

Que haya un Amir de nosotros y un Amir de ustedes (es decir, uno de los Ansar y otro de los Mohajireen).

A esto Abu Bakr respondió:

Está prohibido que los musulmanes tengan dos emires (gobernantes)...

Luego se levantó y se dirigió a los musulmanes.[página necesaria]
Se ha informado además que Abu Bakr llegó a decir el día de Al-Saqifa:

Está prohibido que los musulmanes tengan dos emires porque esto causaría diferencias en sus asuntos y conceptos, su unidad se dividiría y estallarían disputas entre ellos. Entonces se abandonaría la Sunnah, las bida'a (innovaciones) se difundirían y la Fitna crecería, y eso no beneficia a nadie.

Los Sahaba estuvieron de acuerdo con esto y seleccionaron a Abu Bakr como su primer Khaleef. Habbab ibn Mundhir, quien sugirió la idea de dos Amirs, se corrigió y fue el primero en darle a Abu Bakr la Bay'ah. Esto indica un Ijma as-Sahaba de todos los Sahaba. Ali ibni abi Talib, que asistía al cuerpo de Mahoma en ese momento, también consintió en esto.
El Imam Ali, a quien los chiitas veneran, dijo:

La gente debe tener un Amir... donde el creyente trabaja bajo su Imara (gobierno) y bajo el cual el incrédulo también se beneficiaría, hasta que su gobierno termine al final de su vida (ajal), el botín (fay'i) sería reunidos, el enemigo sería combatido, las rutas serían seguras, el fuerte devolvería lo que tomó del débil hasta que el tirano fuera contenido y no molestara a nadie.

### Opiniones de los teólogos islámicos
Académicos como Al-Mawardi, Ibn Hazm, Ahmad al-Qalqashandi, y Al-Sha`rani afirmaron que la comunidad musulmana global puede tener sólo un líder en un momento dado. Al-Nawawi y Abd al-Jabbar declararon inadmisible prestar juramentos de lealtad a más de un líder.
Al-Joziri dijo:

Los imanes (eruditos de las cuatro escuelas de pensamiento) -que Allah tenga piedad de ellos- están de acuerdo en que el califato es una obligación y que los musulmanes deben nombrar un líder que implemente los mandatos de la religión y dé justicia a los oprimidos contra los opresores. Está prohibido que los musulmanes tengan dos líderes en el mundo, ya sea que estén de acuerdo o en desacuerdo.

Los eruditos chiitas han expresado opiniones similares. Sin embargo, la escuela de pensamiento chiita afirma que el líder no debe ser designado por la ummah islámica, sino que debe ser designado por Dios.
Al-Qurtubi dijo que el califa es el "pilar sobre el que descansan otros pilares", y dijo del verso coránico: "De hecho, el hombre es hecho califa en esta tierra":

Esta Ayah es una fuente en la selección de un Imaam y un Khaleef, a él se le escucha y se le obedece, porque a través de él se une la palabra, y a través de él se implementan las Ahkam (leyes) del Califa, y hay No hay diferencia con respecto a la obligación de eso entre la Ummah...

An-Nawawi dijo:

(Los eruditos) estuvieron de acuerdo en que es una obligación de los musulmanes seleccionar un califa.

Al-Ghazali al escribir sobre las posibles consecuencias de perder el califato dijo:

Los jueces serán suspendidos, las Wilayaat (provincias) serán anuladas... los decretos de aquellos con autoridad no serán ejecutados y todo el pueblo estará al borde del Haram.

Ibn Taymiyyah dijo[página necesaria]:

Es obligatorio saber que el cargo a cargo de mandar sobre el pueblo (es decir: el puesto de Khalifah) es una de las mayores obligaciones del Din. De hecho, no hay ningún establecimiento del Din excepto por él... esta es la opinión de los salaf, como Al-Fuḍayl ibn 'Iyāḍ, Ahmad ibn Hanbal y otros